# Emilio Gallori
Emilio Pasquale Gallori (Firenze, 3 aprile 1846 – Siena, 24 dicembre 1924) è stato uno scultore italiano.

## Biografia
Nato a Firenze nel 1846, studente della locale Accademia di Belle Arti ove ebbe tra gli insegnanti lo scultore Aristodemo Costoli e il pittore Tito Lessi, nel 1869, vincitore di concorso, Emilio Gallori si trasferì a Roma ove proseguì i suoi studi sino al 1872. L'anno seguente un suo antimanieristico bozzetto in gesso, Nerone vestito da donna, che rappresentava l'imperatore romano mentre provava un'apparizione sulla scena del teatro, suscitò scandalo e polemiche.
Nel soggiorno londinese, 1874-1878, espose alla Royal Academy of Arts alcune sue opere dedicate a personaggi della società inglese.
Tra le sue opere più note si può citare il monumento a Giuseppe Garibaldi sul Gianicolo inaugurato nel 1895, venticinquesimo anniversario della presa di Roma. Nel 1902, dopo la morte dello scultore Enrico Chiaradia, autore del bozzetto originale, fu incaricato dalla Commissione di modificare il progetto della statua equestre di Vittorio Emanuele II da porre sul Vittoriano di Roma. Tre anni più tardi, la stessa Commissione decise però di procedere con la fusione secondo il vecchio progetto di Chiaradia: l'intervento di Gallori si limitò, quindi, ad una limitata revisione delle cere preparatorie per la fusione.
Di Gallori è anche il busto di Alessandro Fortis, Presidente del Consiglio dal 1905 al 1906, presso la Camera dei deputati.
Massone, fu iniziato, presumibilmente negli anni ottanta, nella Loggia Rienzi di Roma e negli ultimi anni della sua vita fu membro della Loggia Arbia di Siena.
Morì a Siena, a settantotto anni, nel 1924. 
A Gallori il comune di Roma ha dedicato una via cittadina nella zona di Torrenova.

## Galleria d'immagini

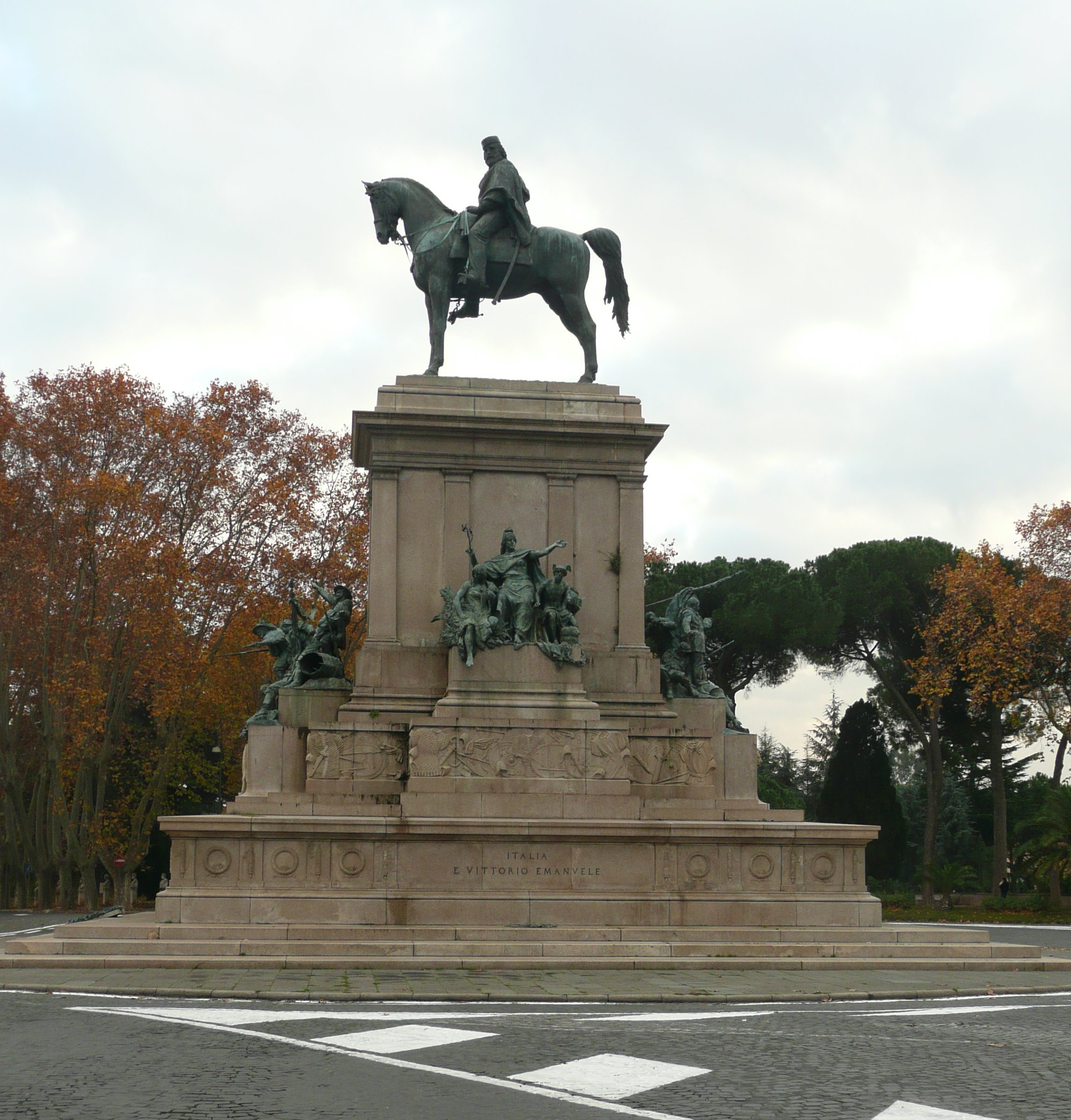
Monumento a Garibaldi sul Gianicolo (Roma)
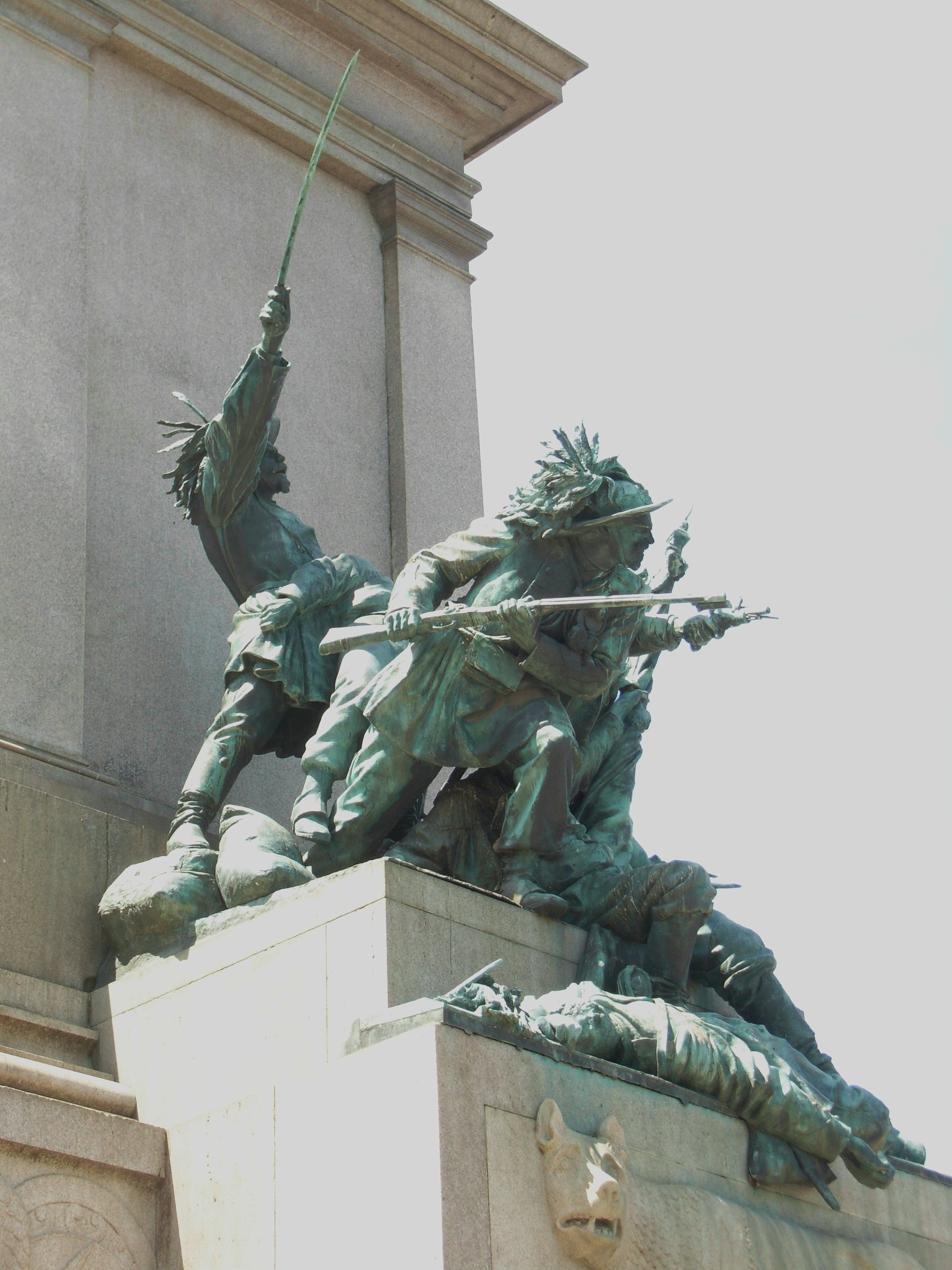
Monumento a Garibaldi (particolare)
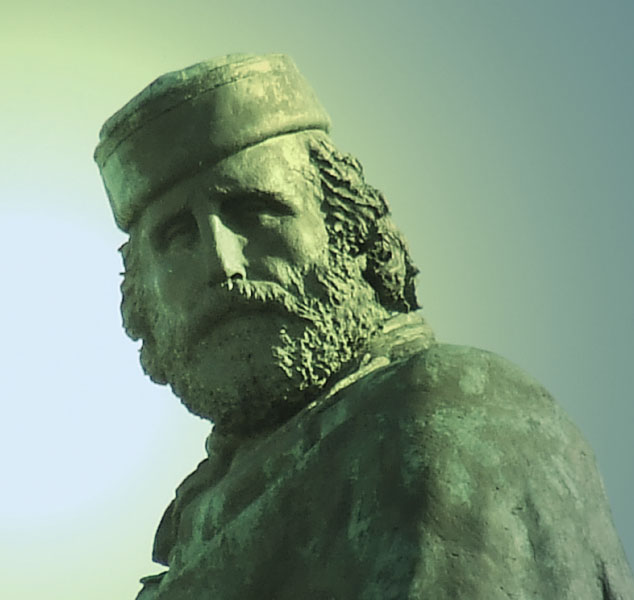
Monumento a Garibaldi (particolare)
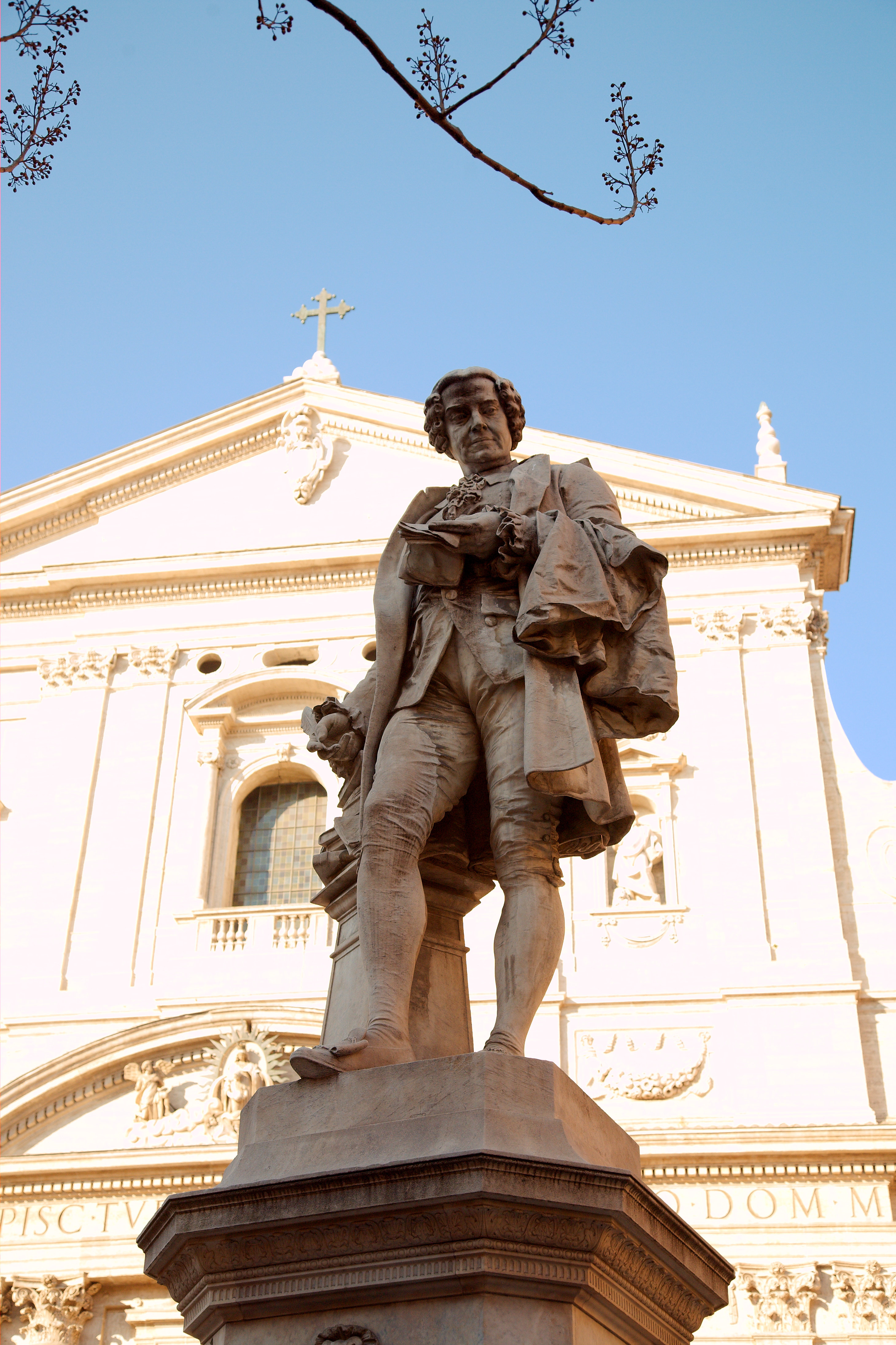
Monumento a Pietro Metastasio in piazza della Chiesa Nuova (Roma)
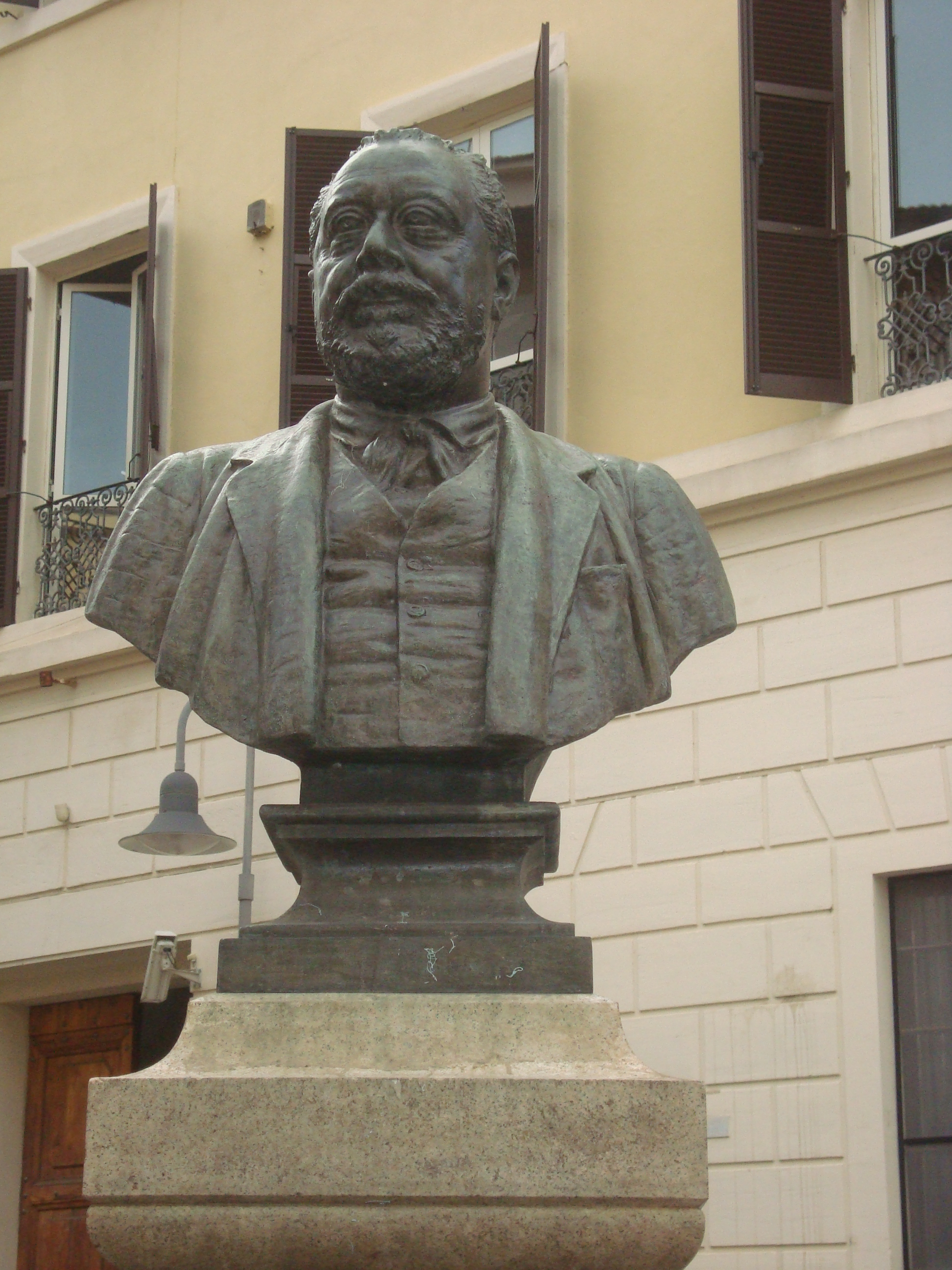
Monumento ad Ettore Socci (Grosseto)
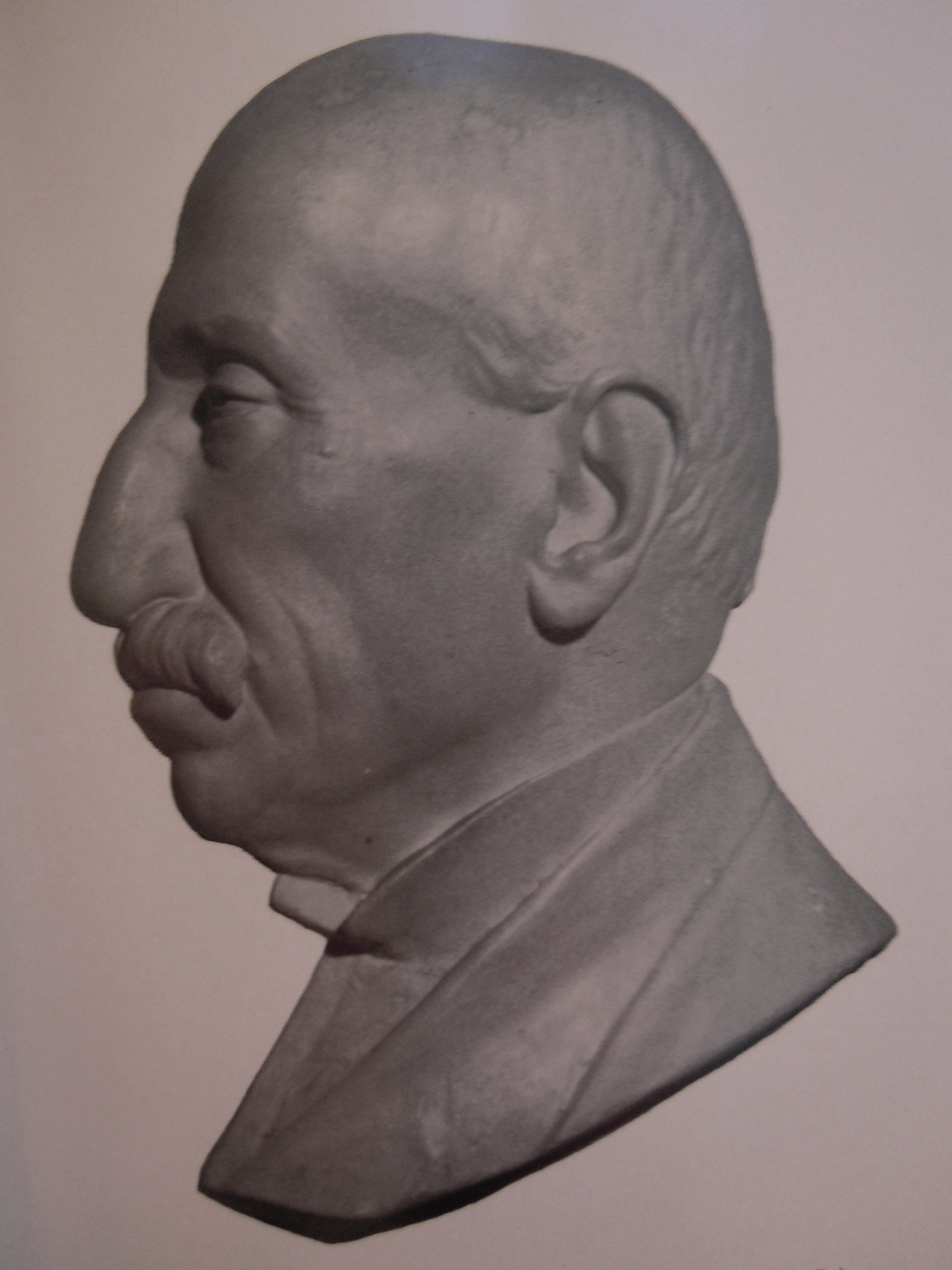
Profilo del dermatologo Domenico Barduzzi
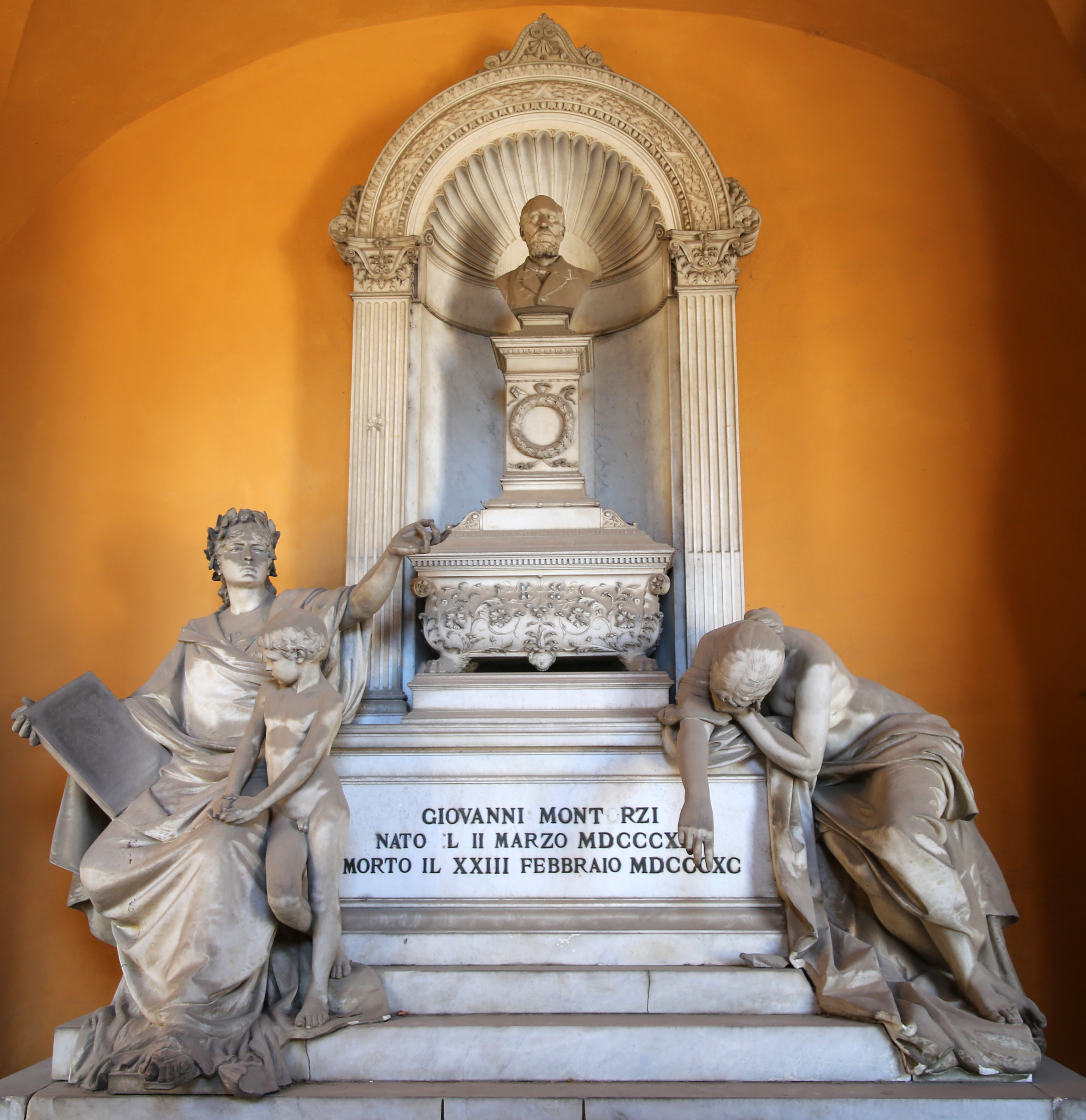
Monumento a Giovanni Montorzi nel cimitero Suburbano di Pisa